# 16810 Pavelaleksandrov
16810 Pavelaleksandrov este un asteroid din centura principală de asteroizi.

## Descriere
16810 Pavelaleksandrov este un asteroid din centura principală de asteroizi. A fost descoperit pe 25 octombrie 1997 la Prescott (Arizona) de Paul G. Comba. Asteroidul prezintă o orbită caracterizată de o semiaxă mare de 2,31 ua, o excentricitate de 0,24 și o înclinație de 10,4° în raport cu ecliptica.